# محمد نبیل بن عبدالله
محمد نبیل بن عبدالله (عربی: محمد نبيل بنعبد الله؛ زاده: ۳ ژوئن ۱۹۵۹) در رباط به‌دنیا آمد، مترجم و دیپلمات و سیاستمدار مراکشی است، که از ۳ ژوئن ۲۰۱۲ به عنوان وزیر مسکن و بازسازی شهرها در دولت عبدالاله بنکیران خدمت می‌کرد، وی از نوامبر ۲۰۰۲ تا اکتبر ۲۰۰۷ نیز به عنوان وزیر ارتباطات و سخنگوی رسمی دولت ادریس جطو مشغول بکار بود.

## تحصیلات
محمد نبیل مدرک کارشناسی ارشد را در سال ۱۹۸۵ از مؤسسه ملی زبان و تمدن شرق بخش روابط بین‌الملل در پاریس دریافت نمود، از سال ۱۹۸۷ نیز در دادگاه مراکش مشغول به خدمت شد. در سال ۱۹۹۰ یکی از اعضای شورای ملی جوانان بود.

## مناصب
محمد نبیل از سال ۱۹۹۲ مدتی به عنوان معاون رئیس‌جمهور خدمت کرده‌است و از سال ۱۹۹۴ تا ۱۹۹۸ و قبل از اینکه در سال ۱۹۹۵ به عنوان حزب توسعه و سوسیالیسم انتخاب شود در موضع رئیس جوانان سوسیالیست بود.
او از سپتامبر ۲۰۰۳ تا ژوئن ۲۰۰۹ به عنوان مشاور شورای شهر و شورای ناحیه أکدال در رباط انتخاب شد و در سال ۲۰۱۰ دبیرکل حزب توسعه و سوسیالیسم بود.
او از سال ۱۹۹۷ تا سال ۲۰۰۰ به عنوان مدیر روزنامه‌های البیان و بیان الیوم کار می‌کرد.
وی به عنوان سفیر پادشاهی مراکش، در ایتالیا خدمت کرده‌است.

## منصب وزارتی
محمد نبیل از نوامبر ۲۰۰۲ تا اکتبر ۲۰۰۷ به عنوان وزیر ارتباطات و سخنگوی رسمی دولت ادریس جطو بود و پس از آن در سالهای ۲۰۰۸–۲۰۰۹ سفیر مراکش در ایتالیا شد و برای یک دوره کمتر از سه ماه (۲۰۱۰–۲۰۰۹) نیز به دلیل مشکلات خانوادگی از مسئولیت‌هایی که داشت کنار گذاشته شد.
پس از انتخابات پارلمانی سال ۲۰۱۱ مراکش در ۳ ژانویه ۲۰۱۲ در دولت بنکیران وزیر مسکن و بازسازی گردید.